# 礼来公司

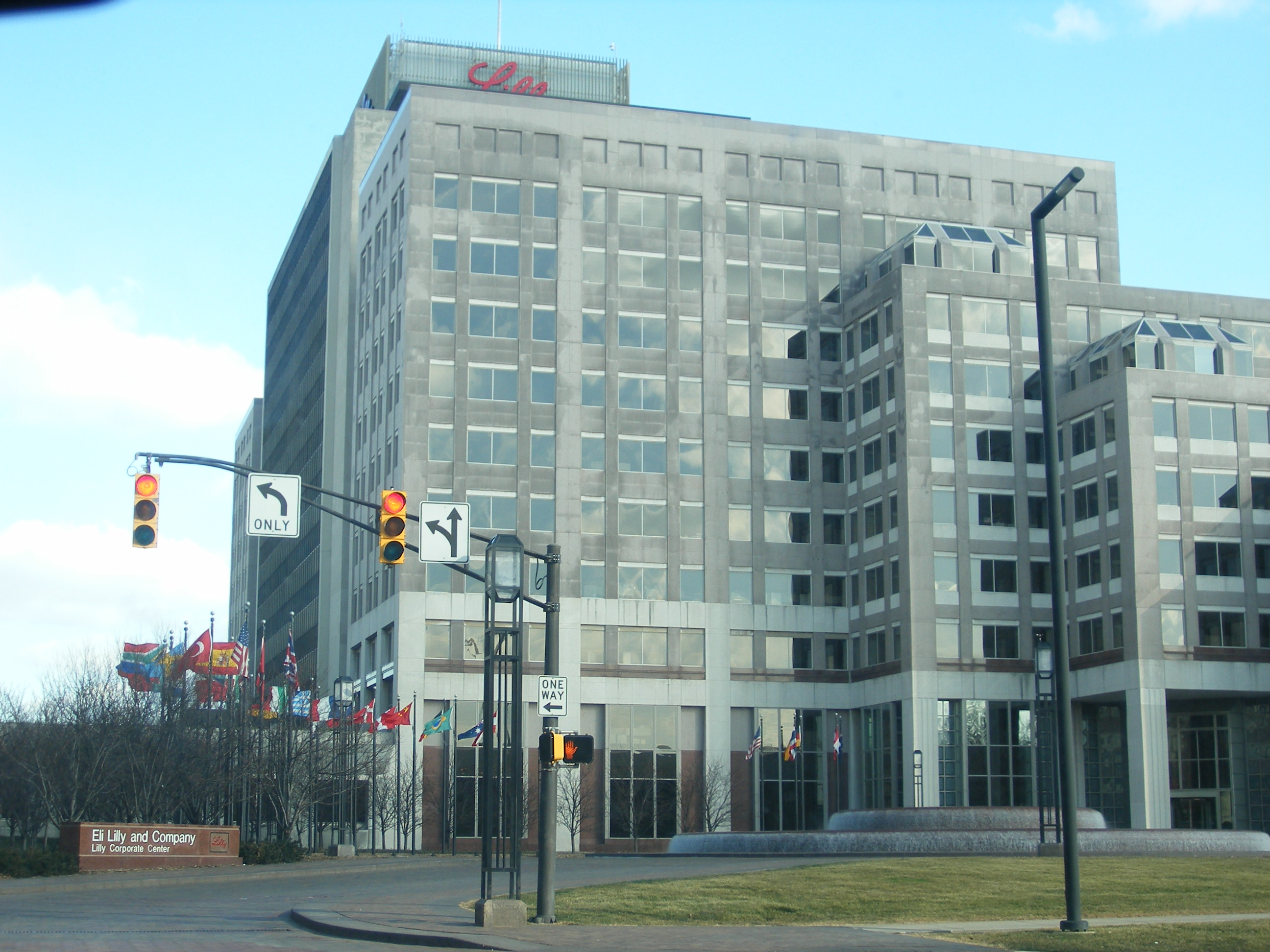
全球总部，位于印第安纳州印第安纳波利斯

礼来公司（英語：Eli Lilly and Company）是美國的跨國製藥公司，总部位於印第安纳州首府印第安纳波利斯。禮來公司總計在全球55個國家進行大型臨床試驗，其產品銷往約120個國家。

## 历史
1876年由药学家伊萊·利利创建，并最终以他的姓名命名。
2003年11月，禮來收購Applied Molecular Evolution (AME) 公司。
2008年向孟山都買下了保飼（POSILAC）產品，這是一種施打於乳牛的賀爾蒙人工激素（rBST），宣稱可以增加乳牛的乳汁產量，但卻會提高了乳牛罹患乳腺炎的機率。
2008年10月，禮來以每股70美元收購ImClone Systems公司，強化其在抗癌藥物上的研發能力。
2014年4月，武田藥品與禮來公司因惡意隱瞞糖尿病用藥吡格列酮（Acto）有可能導致癌症的風險，被美國路易斯安那州法院判決需支付60億美金的懲罰性賠償，而禮來公司作為經銷商則被罰以30億美元的巨額罰款。於2014年9月陪審團做出同法院判決的審議。
2014年4月22日，禮來製藥以54億美元現金收購諾華動物保健業務。
2018年5月12日，禮來製藥以每股50美元、斥資約16億美元收購Armo BioSciences公司（ARMO），以加強其抗癌藥物組合。
2018年9月20日，禮來製藥分拆旗下動物健康業務Elanco Animal Health Inc.（美股：ELAN）今日在紐約證券交易所上市，每股發行價24美元，發行6290萬股，集資15.096億美元。
2019年1月8日，禮來製藥以每股235美元現金，斥資80億美元收購癌症製藥公司Loxo Oncology。
2019年3月，原禮來旗下的禮來動保部門完成分拆工作，與禮來成為各自獨立的上市公司，禮來則專注於其在癌症、糖尿病、自體免疫疾病及疼痛等疾病領域的藥物研發工作。
2020年1月，禮來以每股18.75美金收購Dermira公司，以強化其在自體免疫疾病領域的研發實力。
2020年10月，禮來收購Disarm Therapeutics公司，加強其在周邊神經病變與其他神經性疾病的產品研發。
2022年10月，礼来研发的新一代治疗糖尿病和肥胖的替尔泊肽获得FDA快速通道资质。

## 产品
禮來產品橫跨思覺失調症、糖尿病、癌症治療，包括非小細胞肺癌、胃癌、大腸直腸癌、乳癌及肝癌等疾病領域，並在自體免疫疾病用藥，如乾癬、類風濕性關節炎、乾癬性關節炎、僵直性脊椎炎等領域有突破性的發展。